# Hans Jörg Glattfelder
Hans Jörg Glattfelder (* 10. Juli 1939 in Zürich) ist ein Schweizer konstruktiver Künstler.

## Leben
Hans Jörg Glattfelder studierte an der Universität Zürich zunächst Rechtswissenschaft, Kunstgeschichte und Archäologie, bevor er 1961 ins Ausland ging. Nach einem Studienaufenthalt in Rom liess er sich in Florenz nieder, wo erste streng strukturierte Arbeiten entstanden. 1966 hatte er in der Galleria Numero in Mailand seine erste Einzelausstellung, kurz danach war er bereits an verschiedenen Gruppenausstellungen beteiligt. 1970 zog er nach Mailand, wo er mit Gianni Colombo und Antonio Calderara in engem, freundschaftlichem Kontakt stand. Ende der 1970er Jahre begann die Serie der «nichteuklidischen Metaphern», die sein Schaffen über viele Jahre bestimmen sollten. 1986 war er auf der Biennale von Venedig vertreten. 1990 bezog er ein Atelier in New York, 1998 wechselte er nach Paris.
2015 wurde Hans Jörg Glattfelder in die Stiftung für Konkrete Kunst und Design Ingolstadt aufgenommen.
Glattfelder erhielt am 8. November 2016 den Preis Peter C. Ruppert für Konkrete Kunst in Europa, er ist mit 15.000 Euro dotiert.

## Künstlerisches Werk
Hans Jörg Glattfelders künstlerisches Werk, das mit strengen, geometrischen Elementen arbeitet, steht auf den ersten Blick in der Tradition der Zürcher Konkreten, wenngleich er in seiner Hinwendung an das Phänomen des Raumes über diese hinausgeht. Der Kunsttheoretiker Hans Heinz Holz spricht in diesem Zusammenhang davon, dass mit Glattfelder «die konstruktivistische Kunst in eine sichtbar neue Phase eingetreten ist», da dieser als einer der ersten versucht habe, die komplexen Raumvorstellungen der modernen Physik auf die konstruktive Kunst zu übertragen. Dabei wird der rechte Winkel, der in der konstruktiven Tradition stets von grösster Bedeutung war, zugunsten neuer – von Glattfelder «nichteuklidisch» genannter – Strukturen aufgegeben. Um die so entstandenen künstlerischen Raum-Veranschaulichungen von naturwissenschaftlich-mathematischen Modellen zu unterscheiden, bezeichnet Glattfelder seine Werke gerne als «Metaphern».

## Ausstellungen (Auswahl)

### Einzelausstellungen
- 1966: Galleria Numero, Mailand
- 1968: Goethe-Institut, Turin
- 1970: Galerie Bischofberger, Zürich
- 1972: Galerie Gimpel & Hanover, Zürich
- 1982: Galerie konstruktiv tendens, Stockholm
- 1984: Galerie Schoeller, Düsseldorf (mit Imre Koscis)
- 1987: Stiftung für konkrete und konstruktive Kunst, Zürich
- 1992: Josef Albers-Museum, Bottrop
- 1993: Museum moderner Kunst, Otterndorf
- 1998: Fondation Saner, Studen
- 1999: Museum für konkrete Kunst, Ingolstadt
- 2004: Galerie Hoffmann, Friedberg
- 2009: Galerie artopoi, Freiburg i. Br.
- 2011: Galerie Geiger, Konstanz
- 2012: Galerie Lindner, Wien
- 2013: Haus Konstruktiv, Zürich: Was der Fall ist.
- 2014: Vasarely Museum, Budapest
- 2014: Museum Chasa Jaura, Valchava
- 2016: Galerie Geiger, Konstanz
- 2017: Galerie Wenger, Zürich
- 2019: Museum Ritter, Waldenbuch

### Ausstellungsbeteiligungen
- 1968: Wege und Experimente. Kunsthaus Zürich
- 1970: II. Triennale. New Delhi
- 1971: The Swiss Avantgarde. The New York Cultural Centre, New York
- 1973: Schweizer Konkrete. Kunstverein Biel
- 1977: Rationale Konzepte. Kunstcentrum Badhuis, Gorinchem
- 1980: Reliefs. Kunsthaus Zürich
- 1982: Schaffhauser Sammlungen. Museum zu Allerheiligen, Schaffhausen
- 1983: Jüngere Schweizer Künstler. Gimpel Hanover & Emmerich Galerien, Zürich
- 1984: Die Sprache der Geometrie. Kunstmuseum Bern
- 1986: Arte e Scienza – Colore. Biennale di Venezia
- 1986: Konstruktivism. Louisiana Museum of Modern Art, Humlebæk
- 1987: Mathematik in der Kunst der letzten 30 Jahre. Wilhelm-Hack-Museum, Ludwigshafen
- 1997: Regel und Abweichung, Schweiz konstruktiv 1960–1997. haus konstruktiv, Zürich
- 1999: positionen der konkreten und konstruktiven kunst. Bauhaus, Dessau
- 2005: experiment konkret'. Hommage an Eugen Gomringer. Museum für konkrete Kunst, Ingolstadt
- 2008: Neupräsentation der Sammlung Marli Hoppe-Ritter. Museum Ritter, Waldenbuch
- 2009: konkret – Die Sammlung Teufel. Kunstmuseum Stuttgart